# Staufferova maznice

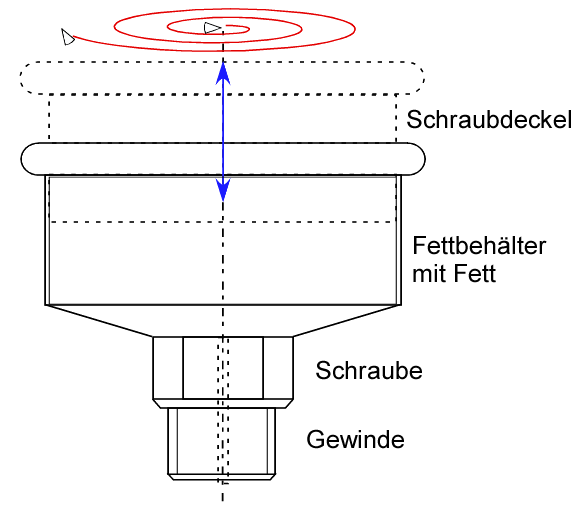
Staufferova maznice (Popis shora: šroubovací víko, komora s tukem, šroub, závit

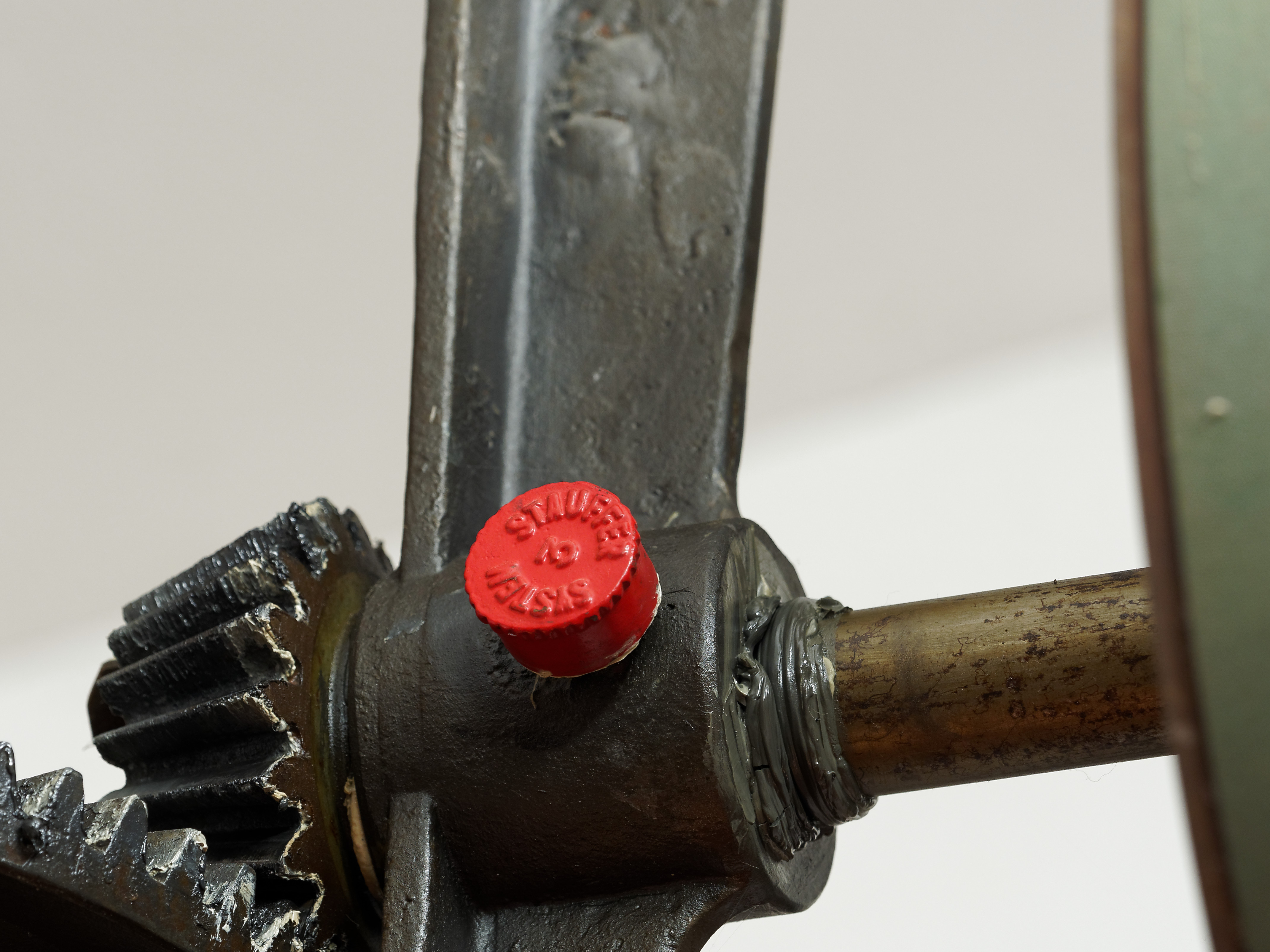
Staufferova maznice na historickém soukolí

Staufferova maznice je způsob přívodu mazacího tuku při chodu rotační součásti. Pomocí této maznice není nutno součást mazat ručně. Maznice obsahuje komoru s mazacím tukem. Závitem ve stěně lze libovolně měnit objem komory. Změnou objemu vzniká v komoře tlak, který vytlačuje mazací tuk na potřebné místo.
Přednosti Staufferovy maznice jsou její nízká cena, možnost umístit ji v jakékoliv poloze a i v prašném prostředí. Byla užívána už v 19. století.